# Mussaenda milleri
Mussaenda milleri är en måreväxtart som beskrevs av Adolph Daniel Edward Elmer. Mussaenda milleri ingår i släktet Mussaenda och familjen måreväxter. Inga underarter finns listade i Catalogue of Life.